# Neokolonijalizam
Neokolonijalizam označava izraz kojim kritičari današnjih razvijenih zemalja označavaju njihovu paternalističku ili ugnjetavačku politiku prema nerazvijenim zemljama, odnosno zemljama Trećeg svijeta. U užem smislu se pod time označava nastojanje određenih europskih država (nekadašnjih kolonijalnih sila) očuvaju svojih preostalih prekomorske posjede. U najčešćem smislu izraz neokolonijalizam označava nastojanje bivših kolonijalnih, odnosno drugih velikih sila da bivše kolonije, koristeći razne metode, najčešće ekonomski i politički pritisak, usprkos njihove formalne nezavisnosti održe u podređenom položaju. Izraz neokolonijalizam, koji je prvi koristio ganski državnik Kwame Nkrumah, se osim za bivše kolonijalne sile često rabi i za opis politike SAD prema Latinskoj Americi te danas za odnos bogatih zemalja Zapadne Europe prema europskom Istoku. Republiku se Hrvatsku često spominje kao žrtvu takvog pristupa. Neki publicisti smatraju da je konačni cilj politike "socijalista" u Hrvatskoj neokolonijalizam i uspostava ekonomskog ropstva.
Neokolonijalizam je u svezi s globalizacijom, projektom za koji mnogi smatraju da ga je osmislio SAD sebi radi preuređenja cijelog svijeta po svojim mjerilima a za korist sebi i privatnim interesima multinacionalnih korporacija (MNK) i velikih kompanija. Ta mjerila od kojih izvlače korist su globalnovažeća praksa poslovanja koja tim kompanijama olakšavaju poslovati time što im se dopušta ušteda na račun smanjenja troškova radne snage i otvaranja proizvodnih pogona u zemljama Trećeg svijeta s jeftinom radnom snagom, slabim zakonodavstvom i potkupljivim vlastodršcima i vojnom silom. Slabljenje uloge nacionalnih država i vlade koje ne rade u korist svojih građana, nego u korist MNK prakticiraju smanjenje socijalnih i radničkih prava, javnih izdataka i uopće smanjuju uloge države u brizi za svoje građane. Rečenim je korporacijama neokolonijalistički projekt globalizacije otvorio vrata novih tržišta, izvora sirovina i jeftine radne snage. Pomoćna aparatura u ostvarivanju ovakvih odnosa u svijetu su globalno utjecajne organizacije kao što Svjetska trgovinska organizacija, Svjetska banka, Međunarodni monetarni fond, razni svjetski trgovinski zakoni. Može se reći da su oni koji su najviše izvukli koristi iz neokolonijalizma multinacionalne kompanije, koje su 'trojanski konji neokolonijalizma' (Doddoli, Maradei, usp.).

## Vanjske poveznice
- Sovereignty in the Postcolonial African State, Syllabus[neaktivna poveznica] : Joseph Hill, University of Rochester, 2008.
- Studying African development history: Study guides  Arhivirana inačica izvorne stranice od 11. prosinca 2008. (Wayback Machine),  Lauri Siitonen,  Päivi Hasu,   Wolfgang Zeller.  Helsinki University, 2007.